# 愛知県道132号天池片原一色線
愛知県道132号天池片原一色線 （あいちけんどう132ごう あまいけかたはらいっしきせん）は、愛知県稲沢市内を通る一般県道である。

## 概要

### 路線データ
- 起点：稲沢市天池町
- 終点：稲沢市片原一色町
- 路線延長：約2.3 km

## 沿革
- 1959年（昭和34年）12月15日：認定

## 地理・沿線

### 通過する自治体
- 愛知県
  - 稲沢市

### 交差する道路
- 愛知県道133号稲沢祖父江線（天池西交差点）
- 愛知県道133号稲沢祖父江線（平金森町交差点）
- 尾張サイクリングロード
- 国道155号

- 平町公民館
- 稲沢医師会館
- 中野町公民館
- JA愛知西明治農機センター・JA愛知西明治支店
- 稲沢市立片原一色保育園